# Аруша (національний парк)
Національний парк Аруша розташований поблизу гори Меру, відомий вулкан заввишки 4566 м, у регіоні Аруша у північно-східній Танзанії.
Парк невеликий, але різноманітний із мальовничими пейзажами у трьох різних напрямках. На заході, кратер Міру перетинає річки Джекукумія; вершина гори Меру розташована на його краю. Кратер Нгурдото на південному сході — це пасовища. Лужні мілководдя озера Момелла на північному сході мають різнокольорові водорості й відомі навколоводними птахами.
Гора Меру є другою за висотою вершиною в Танзанії після Кіліманджаро, яка розташована всього за 60 км і утворює тло для вигляду з парку на сході. Національний парк Аруша розташований на 300-кілометровій осі найвідоміших національних парків в Африці, серед яких Серенгеті і кратер Нгоронгоро на заході та Національний парк Кіліманджаро на сході.
Парк розташований усього за декілька кілометрів на північний схід від Аруша, хоча головні ворота розташований за 25 км на схід від міста. Також за 58 км від Моші і за 35 км від міжнародного аеропорту Кіліманджаро (КМА).

## Дикий світ
Національний парк Аруша має багате розмаїття дикої природи, але відвідувачі не повинні очікувати таких же незабутніх вражень від перегляду, які вони знаходять в інших національних парках Північного округу Танзанії. Незважаючи на невеликі розміри парку, поширені тварини, як жираф, буйвол, зебра, бородавочник, мавпа чорно-білий колобус, блакитна мавпа, фламінго, слони, льви і багатьох інших африканських тварин. Популяція леопардів наявна, але невеличка. Світ лісових птахів дуже багатий, чимало лісових видів легше побачити тут, ніж в іншому місці на туристичному маршруті — вуздечковий африканський трогон та бар-хвостатий трогон обидва можливі для спостереження орнітологами, у той час як спектр виду шпаків мають менш яскраве різноманіття.

## Галерея

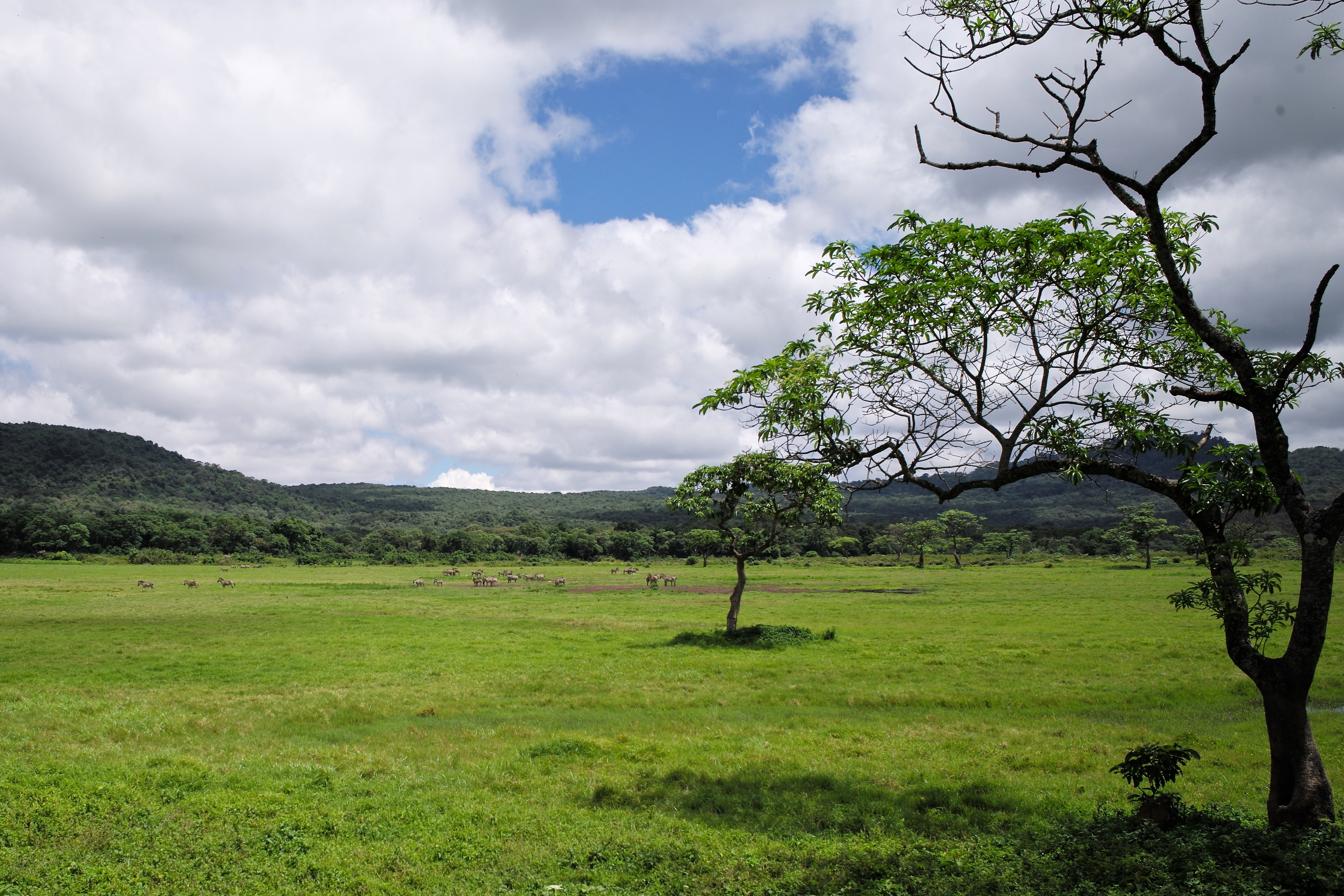
Краєвид
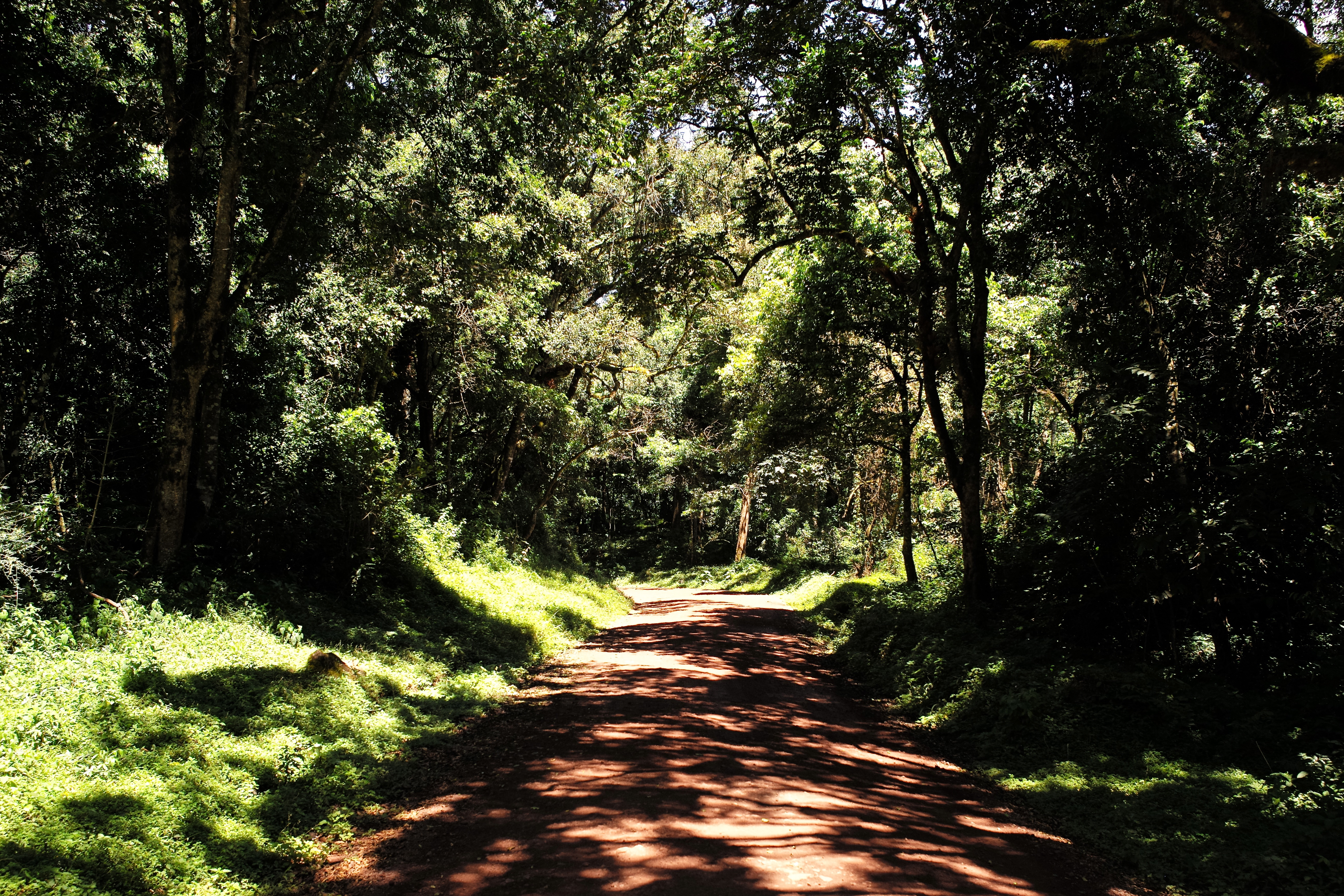
Шлях у джунглях
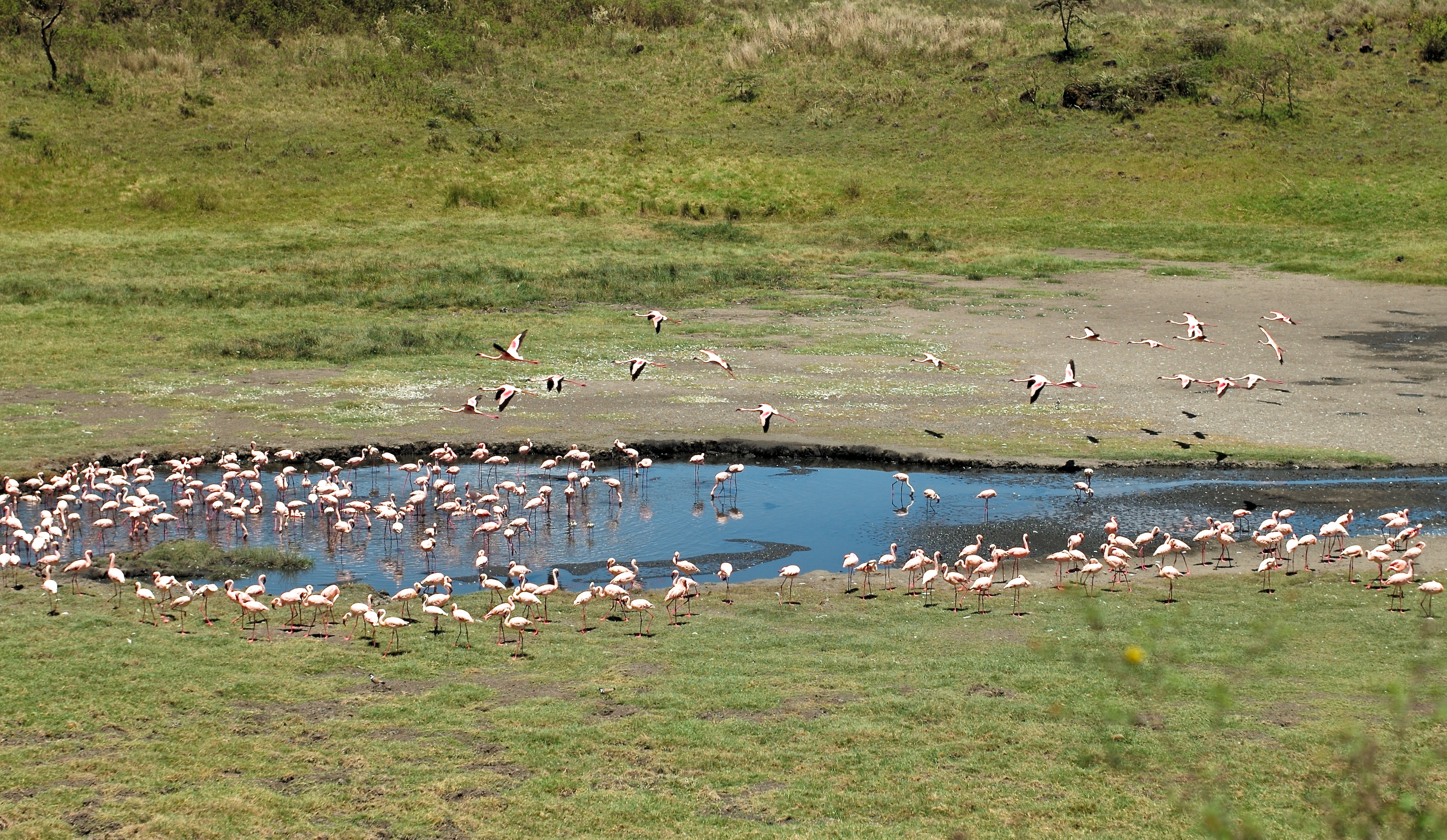
Фламінго на озері Момелла
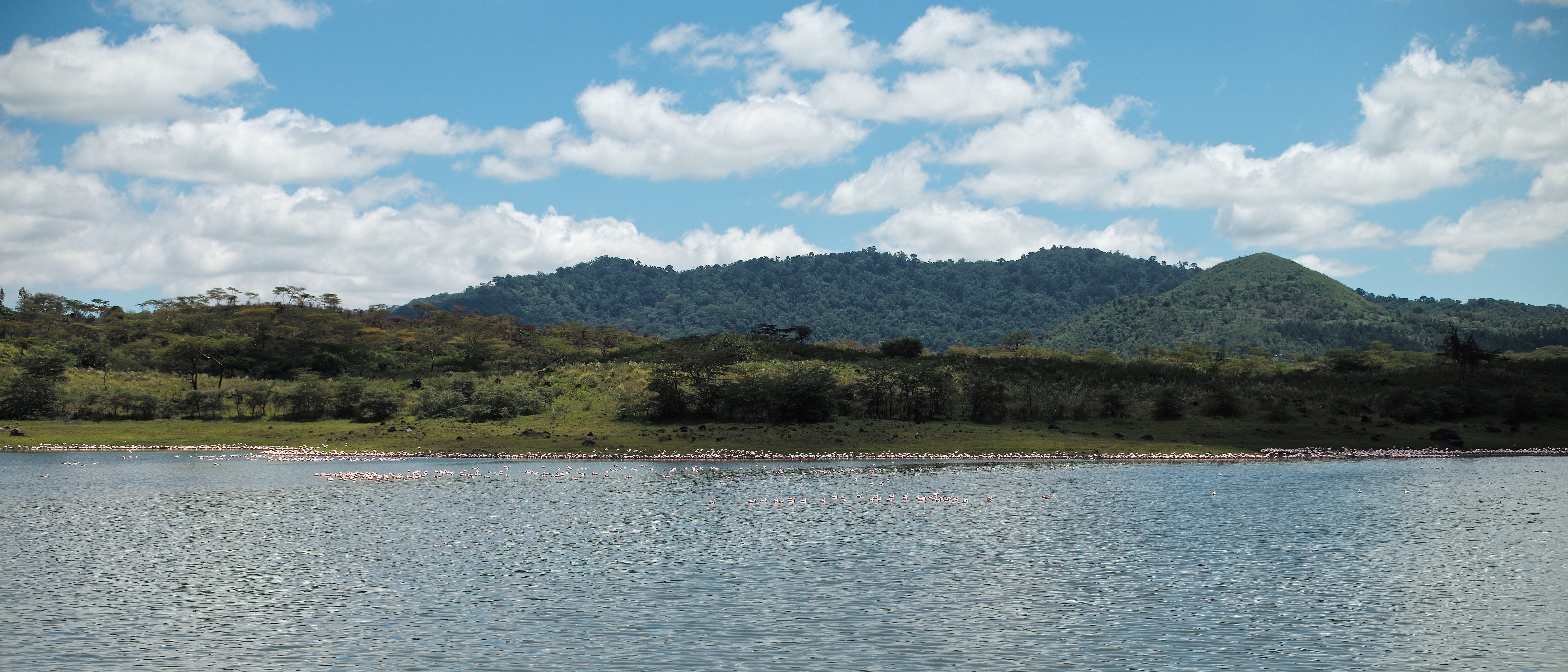
Озеро Момелла
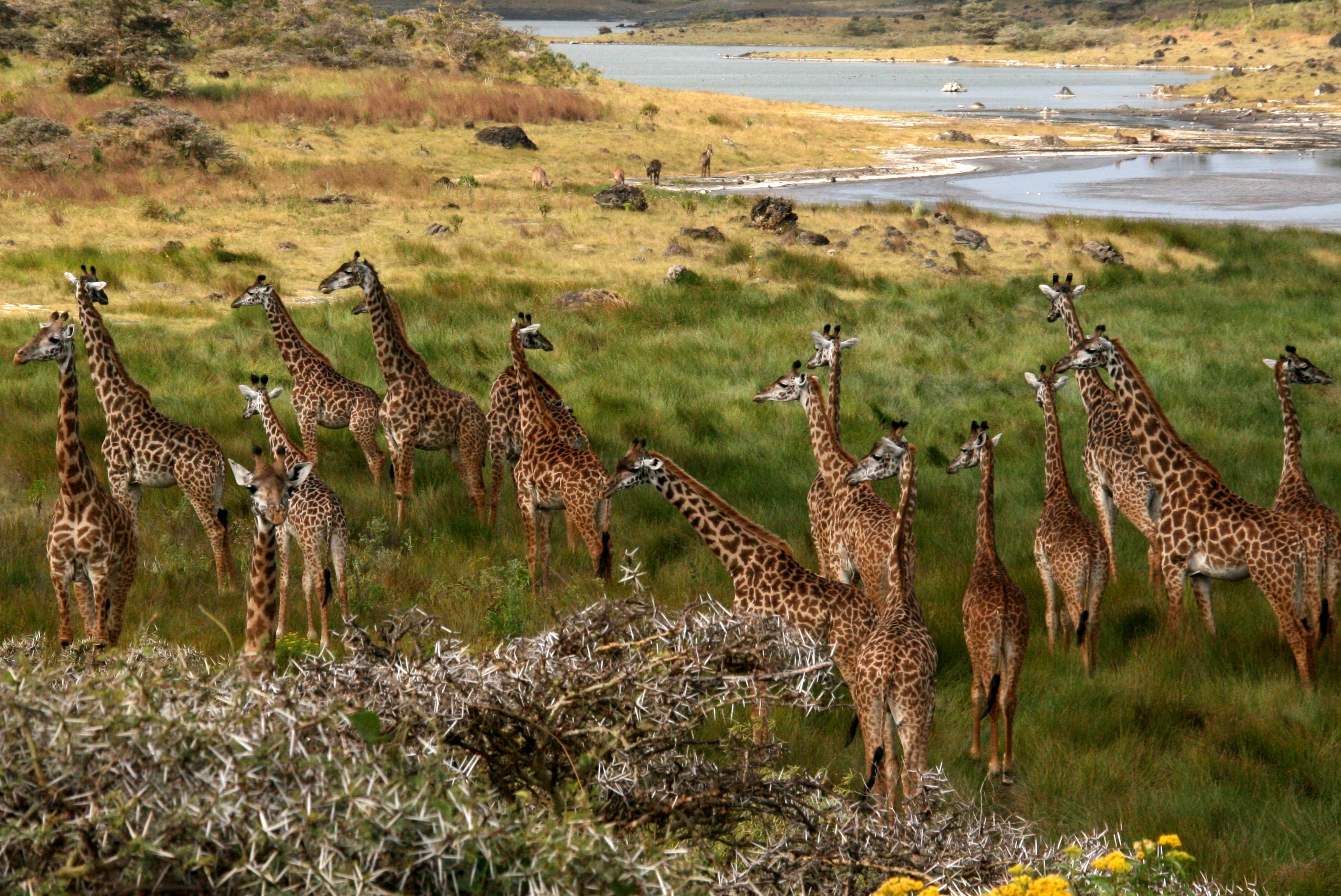
Жирафи в парку Аруша
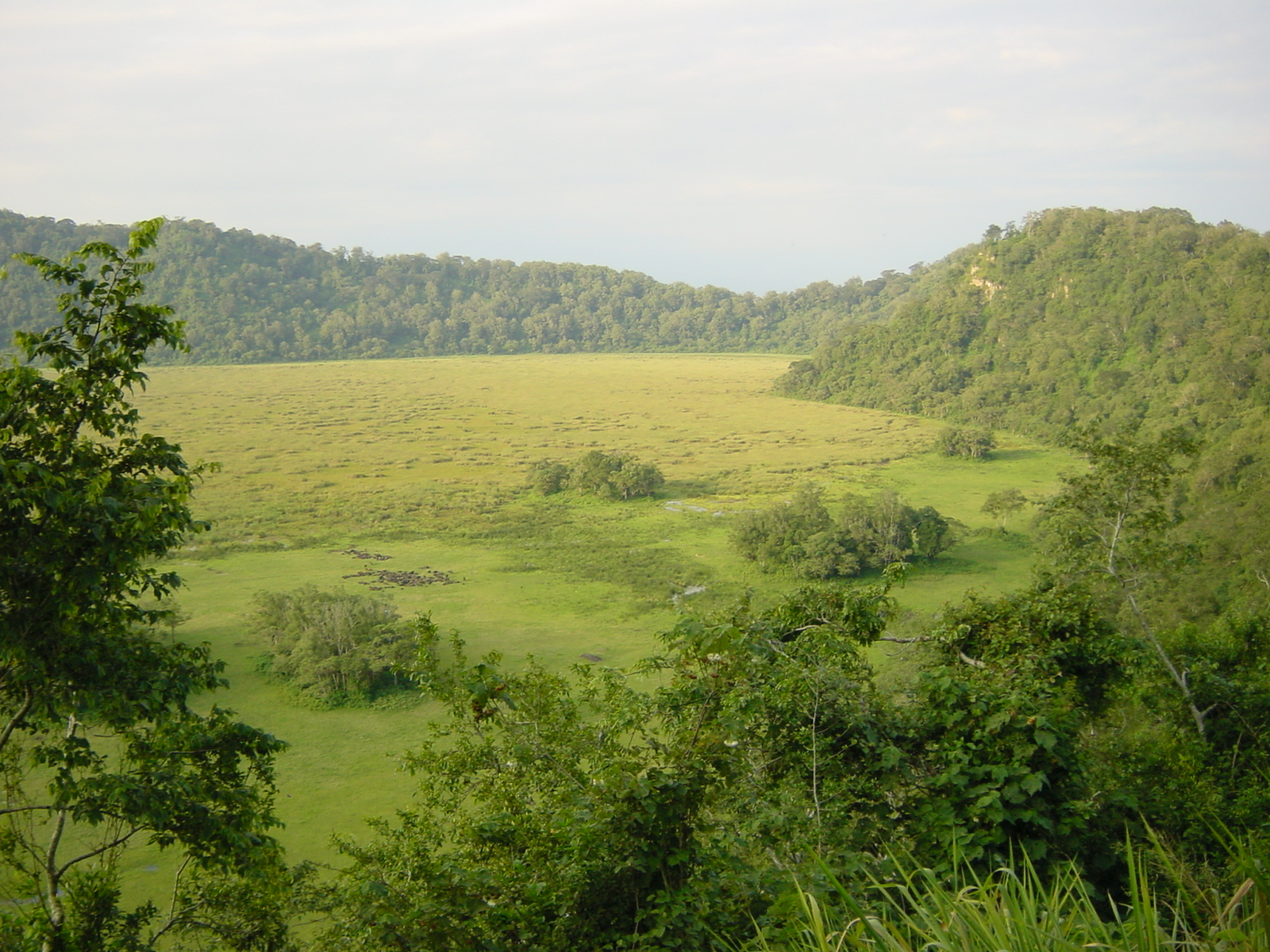
Кратер Нгурдото
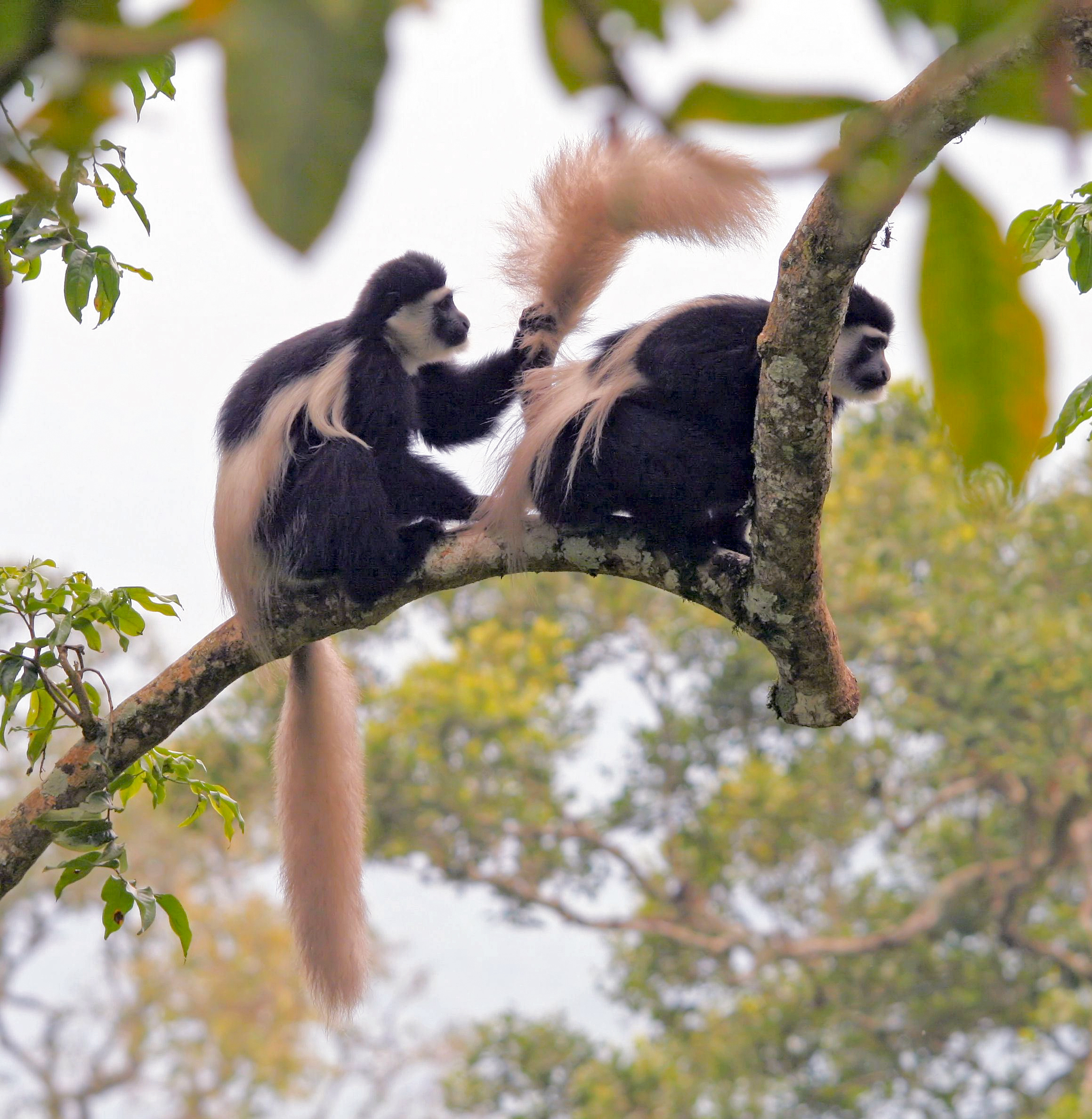
The Colobus guereza.